# Robert Coustet
Robert Coustet (18 août 1934 - 19 septembre 2019) est un professeur émérite d'histoire de l'art français.

## Biographie
Robert Coustet, né en 1934 à Arcachon, passe son enfance à Haux (Gironde), où son grand-père maternel était régisseur d'un château.
Après ses études au lycée Longchamps de Bordeaux (futur lycée Montesquieu), il passe le CAPES d'histoire et de géographie. Puis il commence sa carrière dans l’enseignement secondaire ce qui l’amène notamment dans des établissements au Cambodge, en Algérie et au Brésil. 
En 1970, il entre à la faculté des lettres de Bordeaux pour enseigner l’histoire de l’art contemporain.
En 1974, Robert Coustet soutient, sous la direction de François-Georges Pariset, sa thèse consacrée à l'architecture de Rio de Janeiro au XIXe siècle à l'Université Bordeaux III.
Il devient par la suite un spécialiste reconnu de l'histoire de l'art bordelais des XIXe et XXe siècles, de ses architectes et de ses artistes, comme Claude Lagoutte, Gustave de Galard ou Odilon Redon. 
Membre actif durant une quarantaine d’années de la Société archéologique de Bordeaux, dont il fut le président, de l’Académie nationale des Sciences, Belles Lettres et Arts de Bordeaux, ainsi que du Comité local UNESCO de Bordeaux (CLUB), il collabore à de nombreuses revues, dont Le Festin, et participa aux travaux de la Commission Régionale du Patrimoine Historique, Archéologique et Ethnologique. 
Il a rédigé plusieurs ouvrages au sujet de cette ville parmi lesquels Le nouveau viographe consacré à l'histoire des rues de Bordeaux ou Bordeaux : le temps de l'histoire, architecture et urbanisme au XIXe siècle, 1800-1914.
Il est membre du comité scientifique et culturelle de la Cité du Vin.
Ses archives personnelles représentant 6 mètres linéaires de vrac sont hébergées aux Archives de Bordeaux Métropole.
De 2001 à 2003, il est président de la Société Archéologique de Bordeaux.
Robert Coustet est aussi un collectionneur qui a fait plusieurs dons d'œuvres au Musée des Beaux-Arts de Bordeaux depuis les années 1980. Ces dépôts d'œuvre ont fait l'objet de différentes conventions dont la dernière, adoptée en octobre 2018 fait état de 350 œuvres. Du 12 décembre 2008 au 11 octobre 2009, cette collection donne lieu à une exposition intitulée « Collection particulière », dont le catalogue est édité par la revue Le Festin.
Robert Coustet a également réalisé un don auprès de la bibliothèque du Musée d'Aquitaine constitué de 120 ouvrages traitant d'histoire de l'art, de peinture, de mobilier et de restauration. 
Le 9 janvier 2015, il reçoit la grande médaille de la ville de Bordeaux.
Il meurt le 19 septembre 2019 des suites d'une opération du cœur,. Dans son testament, il « lègue à la ville de Bordeaux pour ses musées l’ensemble de [ses] collections qui sont déposées et inventoriées dans les musées de la Ville. A cela s’ajoutent les collections qui lors de [son] décès se trouveront à [son] domicile ». Ces collections rejoignent ainsi les fonds des institutions suivantes : musée des Beaux-Arts, musée des Arts décoratifs et du Design, musée d'Aquitaine, bibliothèque municipale, archives de Bordeaux Métropole. Le testament précise que la ville devra faire établir un « catalogue complet accompagné de photographies de l’ensemble de la donation » et qu'en aucun cas les objets concernés « ne pourront être déposés, même temporairement, dans un autre lieu public ou privé que le musée qui les aura reçus ».
En 2022, l'association Mécèn’art créé deux prix portant le nom du chercheur et destinés à financer l'exposition d'un jeune artiste à Bordeaux pour le premier, et à réaliser une édition commerciale d'une thèse en histoire de l'art pour le second.